# أنجي غوف
أنجي غوف (بالإنجليزية: Angie Goff) هي صحفية أمريكية، ولدت في 17 مارس 1980 في سول في كوريا الجنوبية.